# Liga Reconquistense de Fútbol
La Liga Reconquistense de Fútbol (cuyas siglas son LRF) es una de las Ligas regionales de fútbol en Argentina y es una entidad que aglutina y organiza la práctica deportiva del fútbol oficial en la ciudad de Reconquista y alrededores.

## Historia
Fue fundada el 28 de marzo de 1928 y tiene sede en calle General López y Ludueña en la ciudad de Reconquista y en la actualidad es presidida por Miguel Visentini.
El 23 de agosto de 1989 se fusionaron Platense (fundado en 1921) y el Club Social y Deportivo Porvenir (1951) formando así el nuevo "Club Social y Deportivo Platense Porvenir". 
En 1993 se fusionaron 3 clubes de Reconquista: Alumni (fundado en 1957), Talleres y Club Tiro Central Reconquista para formar así al "Club Atlético y Tiro Reconquista". 

## Equipos afiliados
| Equipo                                         | Ciudad      | Año de Fundación | Provincia |
| ---------------------------------------------- | ----------- | ---------------- | --------- |
| Club Atlético Tigre                            | Avellaneda  | 1940             | Santa Fe  |
| Club Barrio Norte                              | Avellaneda  | 1938             | Santa Fe  |
| Club Campe y Viya                              | Avellaneda  | 2015             | Santa Fe  |
| Club Social y Deportivo Defensores de La Costa | Avellaneda  | 1941             | Santa Fe  |
| Club Atlético La Sarita                        | La Sarita   | 1946             | Santa Fe  |
| Club Atlético Juventud                         | Malabrigo   | 1948             | Santa Fe  |
| Club Atlético Adelante                         | Reconquista | 1919             | Santa Fe  |
| Central Reconquista                            | Reconquista | 1919             | Santa Fe  |
| Club Atlético Nueva Chicago                    | Reconquista | 1947             | Santa Fe  |
| Club Atlético y Tiro Reconquista               | Reconquista | 1993             | Santa Fe  |
| Club Deportivo Alumni                          | Reconquista | 2008             | Santa Fe  |
| Club Social y Deportivo Platense Porvenir      | Reconquista | 1989             | Santa Fe  |
| Racing Club de Reconquista                     | Reconquista | 1930             | Santa Fe  |
| Reconquista Club de Fútbol                     | Reconquista | 2020             | Santa Fe  |
| Campeones Soccer                               | Reconquista | 2015             | Santa Fe  |
| Club Atlético Matienzo                         | Romang      | 1920             | Santa Fe  |
| Romang Fútbol Club                             | Romang      | 1927             |           |

## Campeones por año
Entre paréntesis la cantidad de títulos del club en el último año que lo obtuvo desde 1967. 
No existen datos oficiales de los campeones hasta 1967 aunque la liga se fundo en 1928 y se jugó con algunas interrupciones en todas las décadas.
| Temporada | Apertura                                        | Clausura                                        |
| --------- | ----------------------------------------------- | ----------------------------------------------- |
| 1967      | Talleres (Reconquista) (1)                      | Talleres (Reconquista) (1)                      |
| 1968      | Talleres (Reconquista) (2)                      | Talleres (Reconquista) (2)                      |
| 1969      | Adelante (1)                                    | Adelante (1)                                    |
| 1970      | Adelante (2)                                    | Adelante (2)                                    |
| 1971      | Nueva Chicago (1)                               | Nueva Chicago (1)                               |
| 1972      | Adelante (3)                                    | Adelante (3)                                    |
| 1973      | Racing Club (1)                                 | Racing Club (1)                                 |
| 1974      | Racing Club (2)                                 | Racing Club (2)                                 |
| 1975      | Central Reconquista (1)                         | Central Reconquista (1)                         |
| 1976      | Platense (1)                                    | Platense (1)                                    |
| 1977      | Defensores de La Costa (1)                      | Defensores de La Costa (1)                      |
| 1978      | Barrio Norte (1)                                | Barrio Norte (1)                                |
| 1979      | Racing Club (3)                                 | Racing Club (3)                                 |
| 1980      | Adelante (4)                                    | Adelante (4)                                    |
| 1981      | Adelante (5)                                    | Adelante (5)                                    |
| 1982      | Central Reconquista (2)                         | Central Reconquista (2)                         |
| 1983      | Racing Club (4)                                 | Racing Club (4)                                 |
| 1984      | Racing Club (5)                                 | Racing Club (5)                                 |
| 1985      | Racing Club (6)                                 | Racing Club (6)                                 |
| 1986      | Racing Club (7)                                 | Racing Club (7)                                 |
| 1987      | Tiro Central (1)                                | Tiro Central (1)                                |
| 1988      | Romang F.C. (1)                                 | Romang F.C. (1)                                 |
| 1989      | Racing Club (8)                                 | Racing Club (8)                                 |
| 1990      | Racing Club (9)                                 | Racing Club (9)                                 |
| 1991      | Romang F.C. (2)                                 | Romang F.C. (2)                                 |
| 1992      | Platense Porvenir (1)                           | Platense Porvenir (1)                           |
| 1993      | Platense Porvenir (2)                           | Platense Porvenir (2)                           |
| 1994      | Romang F.C. (3)                                 | Romang F.C. (3)                                 |
| 1995      | Platense Porvenir (3)                           | Platense Porvenir (3)                           |
| 1996      | Racing Club (10)                                | Racing Club (10)                                |
| 1997      | Matienzo (1)                                    | Matienzo (1)                                    |
| 1998      | Atlético La Sarita (1)                          | Atlético La Sarita (1)                          |
| 1999      | Matienzo (2)                                    | Matienzo (2)                                    |
| 2000      | Romang F.C. (4)                                 | Romang F.C. (4)                                 |
| 2001      | Adelante (6)                                    | Adelante (6)                                    |
| 2002      | Adelante (7)                                    | Adelante (7)                                    |
| 2003      | Adelante (8)                                    | Adelante (8)                                    |
| 2004      | Atlético y Tiro (1)                             | Atlético y Tiro (1)                             |
| 2005      | Adelante (9)                                    | Adelante (9)                                    |
| 2006      | Juventud (Malabrigo) (1)                        | Juventud (Malabrigo) (1)                        |
| 2007      | Adelante (10)                                   | Adelante (10)                                   |
| 2008      | Matienzo (3)                                    | Matienzo (3)                                    |
| 2009      | Racing Club (11)                                | Racing Club (11)                                |
| 2010      | Adelante (11)                                   | Adelante (11)                                   |
| 2011      | Racing Club (12)                                | Racing Club (12)                                |
| 2012      | Adelante (12)                                   | Adelante (12)                                   |
| 2013      | Racing Club (13)                                | Racing Club (13)                                |
| 2014      | Adelante (13)                                   | Adelante (13)                                   |
| 2015      | Adelante (14) Subcampeón: Romang F.C.           | Adelante (14) Subcampeón: Romang F.C.           |
| 2016      | Tigre (1) Subcampeón: Adelante                  | Tigre (1) Subcampeón: Adelante                  |
| 2017      | Matienzo (4) Subcampeón: Tigre                  | Matienzo (4) Subcampeón: Tigre                  |
| 2018      | Romang F.C. (5) Subcampeón: Tigre               | Romang F.C. (5) Subcampeón: Tigre               |
| 2019      | Romang F.C. (6) Subcampeón: Atlético y Tiro     | Romang F.C. (6) Subcampeón: Atlético y Tiro     |
| 2020      | No se disputó por COVID                         | No se disputó por COVID                         |
| 2021      | Atlético y Tiro (2) Subcampeón: Romang F.C      | Atlético y Tiro (2) Subcampeón: Romang F.C      |
| 2022      | Campeón: Romang FC (7) Subcampeón: Barrio Norte | Campeón: Romang FC (7) Subcampeón: Barrio Norte |
| 2023      | Racing Club (14) Subcampeón: Atlético y Tiro    | Racing Club (14) Subcampeón: Atlético y Tiro    |
| 2024      | Atlético y Tiro (3) Subcampeón: Matienzo        | Atlético y Tiro (3) Subcampeón: Matienzo        |

## Palmarés
| Equipo                 | Ciudad      | Año de fundación | Campeonatos | Años de campeonatos                                                                |
| ---------------------- | ----------- | ---------------- | ----------- | ---------------------------------------------------------------------------------- |
| Adelante               | Reconquista | 1919             | 14          | 1969, 1970, 1972, 1980, 1981, 2001, 2002, 2003, 2005, 2007, 2010, 2012, 2014, 2015 |
| Racing Club            | Reconquista | 1930             | 14          | 1973, 1974, 1979, 1983, 1984, 1985, 1986, 1989, 1990, 1996, 2009, 2011, 2013, 2023 |
| Romang F.C.            | Romang      | 1927             | 7           | 1988, 1991, 1994, 2000, 2018, 2019, 2022                                           |
| Matienzo               | Romang      | 1920             | 4           | 1997, 1999, 2008, 2017                                                             |
| Platense Porvenir      | Reconquista | 1989             | 3           | 1992, 1993, 1995                                                                   |
| Talleres               | Reconquista | -                | 2           | 1967, 1968                                                                         |
| Central Reconquista    | Reconquista | 1919             | 2           | 1975, 1982                                                                         |
| Atlético y Tiro        | Reconquista | 1993             | 3           | 2004, 2021, 2024                                                                   |
| Nueva Chicago          | Reconquista | 1947             | 1           | 1971                                                                               |
| Platense               | -           | -                | 1           | 1976                                                                               |
| Defensores de La Costa | Avellaneda  | 1941             | 1           | 1977                                                                               |
| Barrio Norte           | Avellaneda  | 1938             | 1           | 1978                                                                               |
| Tiro Central           | -           | -                | 1           | 1988                                                                               |
| Atlético La Sarita     | La Sarita   | 1946             | 1           | 1998                                                                               |
| Juventud               | Malabrigo   | 1948             | 1           | 2006                                                                               |
| Tigre                  | Avellaneda  | 1940             | 1           | 2016                                                                               |

- Datos: Q62812045